# Martin Simons
Martin Simons (* 21. Oktober 1973 in Lünen) ist ein deutscher Schriftsteller und Journalist.

## Leben
Martin Simons ist in Selm aufgewachsen, besuchte von 1984 bis 1993 das Gymnasium Canisianum in Lüdinghausen und studierte in Berlin, Graz und Paris Rechtswissenschaft und Philosophie. Er arbeitete als Jurist, Journalist und war Redenschreiber für den ehemaligen Bundestagspräsidenten Wolfgang Thierse.
2009 veröffentlichte er den Essay Vom Zauber des Privaten.
Sein Romandebüt Die Freiheit am Morgen erschien im Jahr 2013. In diesem Roman verarbeitete er eigene Erfahrungen als Anwalt und als Vizechef beim kurzlebigen Zeitschriftenprojekt Liebling.
Martin Simons lebt als Autor und Unternehmer (Mitgründer und einer der Geschäftsführer von FineFoodCircle) in Berlin.

## Werke

### Originalausgaben
- Vom Zauber des Privaten. Campus, Frankfurt 2009, ISBN 978-3-593-38853-3
- Die Freiheit am Morgen. Hoffmann und Campe, Hamburg 2013, ISBN 978-3-455-40442-5
- Jetzt noch nicht, aber irgendwann schon. Aufbau, Berlin 2019, ISBN 978-3-351-03788-8
- Beifang. Aufbau, Berlin 2022, ISBN 978-3-351-03879-3

### Herausgeberschaft
- Paul Nizon: Die Belagerung der Welt – Romanjahre. Suhrkamp, Frankfurt am Main 2013, ISBN 978-3-518-42386-8
- Paul Nizon: Parisiana. Matthes & Seitz, Berlin 2015, ISBN 978-3-95757-001-7